# Synagoga Chewra Thilim w Borysowie
Synagoga Chewra Thilim w Borysowie (ros. Синагога „Хевре-Тилим” в Борисове) – jedna z trzynastu bóżnic znajdujących się w Borysowie do wybuchu rewolucji październikowej w 1917.